# Magdalena Weixler
Magdalena Weixler, död 1614, var en tysk kvinna som blev avrättad för häxeri under häxprocessen i Ellwangen. Hon är känd för det brev enligt vilket det avslöjades en skandal där fångvaktarna utnyttjade de åtalade häxorna sexuellt fängelset.
Under 1614 avslöjades en skandal, då två vakter, Melcher Hauber och Ulrich Felger erkände sig ha utnyttjat fångar sexuellt. Ulrich Felger hade först sålt Magdalena Weixlers namn till en åtalad som behövde namn att peka ut som medbrottslingar under tortyr, och när Weixler sedan blivit arresterad, hade Felger informerat henne om vad hon skulle säga under förhör för att slippa tortyr, och sedan utpressat henne på både pengar och sexuella tjänster. Magdalena Weixler hade avslöjat det för sin make i ett brev där hon förklarade att hon var beredd att dö trots sin oskuld men var orolig för sina barn. Det hela avslöjades när Weixlers make anmälde Felger, sedan denna försökt utpressa både honom och hans svärfar, och förklarade att hans fru var oskyldig. Felger avrättades, men processen avbröts inte.